# Reza Khan Geranmayeh Moayyedossaltaneh
Mirza Reza Khan Geranmayeh Moayyedossaltaneh (* 1850 in Täbris; † 1913) war ein persischer Botschafter.

## Leben
Reza Khan Geranmayeh war ein Sohn von Mirza Hassan Khan, welcher wiederum der Sohn von Mirza Ibrahim Khan, dem Regierungsbeauftragten für das Khanat Jerewan war, bevor dieses 1828 im Friede von Turkmantschai dem russischen Reich zugeschlagen wurde.
Hassan Khan übersiedelte von Jerewan nach Täbris.
1880 nach der Schlacht von Urmia gegen Scheich Ubeydallah wurde Reza Khan Geranmayeh zum Feldmarschall ernannt. Er studierte in Paris.
Reza Khan Geranmayeh war Khan von Arschack, Mueyedes Salteneh, Emir-Touman, Divisionsgeneral, Generaladjutant und Geheimkämmerer des Schahinschah, Minister, Mitglied des Geheimen Raths, außerordentlicher Gesandter und bevollmächtigter Minister.
Am 11. Juni 1873 schlossen Wilhelm I. und Naser ad-Din Schah einen Freundschafts- und Schifffahrtsvertrag, der die gegenseitige Einrichtung ständiger Vertretungen beinhaltete. Am 20. Oktober 1884 wurde der Generalkonsul in Sofia, Ernst von Braunschweig, zum Gesandten in außerordentlicher Mission ernannt, welcher am 28. März 1885 in Teheran eine ständige Gesandtschaft einrichtet. Im September 1885 wurde Reza Khan Geranmayeh zum ersten ständigen Gesandten Persiens in Berlin ernannt, wo er vom 22. Juni 1889 bis 1901 akkreditiert war.
Ab 1886 lebte in seiner Wohngemeinschaft in Berlin auch die Schriftstellerin Elisabeth von Wedel-Bérard, die von 24. November 1879 bis Februar 1884 mit Hermann von Wedel verheiratet war.
1906 erwarb er ein Anwesen in Oberföhring das später als Bernheimer Schlösschen bezeichnet wird.

## Auszeichnungen
Reza Khan Geranmayeh Moayyedossaltaneh war Ritter folgender Orden:
- Roter Adlerorden I. Klasse,
- Kronenorden I. Klasse,
- Verdienstorden vom Heiligen Michael I. Klasse,
- Großkreuz des Albrechts-Ordens,
- Großkreuz des Ordens der Württembergischen Krone 1897,
- Großkreuz des Ordens vom Zähringer Löwen,
- Leopoldsorden III. Klasse,
- Ehrenlegion,
- Großkreuz des Ritterordens der hl. Mauritius und Lazarus,
- Orden der Eisernen Krone II. Klasse,
- Großkreuz des Leopold-Ordens,
- Komtur I. Klasse mit Stern des Franz-Joseph-Ordens.